# Słonka (zwyczajna)
Słonka (zwyczajna) (Scolopax rusticola) – gatunek średniej wielkości ptaka z rodziny bekasowatych (Scolopacidae). Przeważnie wędrowny; zamieszkuje Eurazję i wyspy we wschodniej części Atlantyku, zimą także północną Afrykę. Nie jest zagrożony wyginięciem.

## Systematyka
Nazwę zgodną z zasadami nazewnictwa binominalnego ustalił w 1758 roku Karol Linneusz w 10. edycji Systema Naturae, którą uważa się za początek nomenklatury zoologicznej. Autor nadał słonce nazwę Scolopax rusticola. Jako miejsce typowe wskazał Europę, co później zawężono do Szwecji.
Takson blisko spokrewniony ze słonką falistą (S. mira), niekiedy łączono je w jeden gatunek. Nie wyróżnia się podgatunków.

## Występowanie
Zamieszkuje strefę lasów Eurazji – Europę, Azję aż po Sachalin i Japonię na wschodzie, ponadto północne Indie, Kaukaz, a także Azory, Maderę, Wyspy Kanaryjskie. To ptak wędrowny w prawie całym zasięgu – przeloty odbywa od końca lutego do początku maja oraz od września do listopada. Zimuje od basenu Morza Śródziemnego po Azję południową, południowo-wschodnią i wschodnią. Populacje z wysp na Oceanie Atlantyckim i niektórych obszarów w południowo-zachodniej Europie są osiadłe.
Słonkę można spotkać na całym niżowym obszarze Polski, również w niższych partiach gór. To nieliczny, miejscami średnio liczny ptak lęgowy. Niektóre ptaki zostają na zimę. Część z nich przylatuje na wiosnę tylko na parę dni, po czym odlatuje dalej na północ. Przeloty odbywają się przeważnie wieczorami i nocami. Migrują zwykle samotnie lub w niewielkich grupach (5–6 osobników).

## Charakterystyka

### Cechy gatunku
Ptak leśny o krępej sylwetce i charakterystycznym kształcie głowy i dzioba – czaszka jest z przodu i z tyłu skrócona, tak, że duże oczy znajdują się w nietypowej pozycji (przesunięte do tyłu i wierzchu głowy), pozwalającej śledzić otoczenia, gdy jest przyciśnięta do ziemi. Zwiększa to też kąt widzenia. We wzorzystym upierzeniu ochronnym brak wyraźnego dymorfizmu, zarówno wiekowego jak i płciowego. Na czole popielata plama, ciemię i potylica ciemnobrązowe, z poprzecznymi, szarymi paskami. Boki głowy i szyi jasnobrązowe. Przez oko i na policzku ciemne smugi. Wierzch ciała rdzawobrązowy z ciemnobrązowymi i popielatymi cętkami. Na wierzchu głowy widać czarne poprzeczne paski. Spód ciała szaropłowy z poprzecznym, falistym, brązowym prążkowaniem. Ma szerokie skrzydła, na których widnieją szare pasy, podobnie jak i na wierzchu ciała. Dziób długi, prosty, mocny, cielisty z ciemnym, dobrze unerwionym i elastycznym końcem, ale krótszy od kszyka, a nogi krótkie.
Jej wielkość dorównuje prawie gołębiowi miejskiemu.
W razie niebezpieczeństwa słonka przyciska się do ziemi, czekając aż potencjalny wróg zareaguje. Dopiero gdy zagrożenie staje się bezpośrednie, wznosi się w powietrze i klucząc znika między gałęziami.

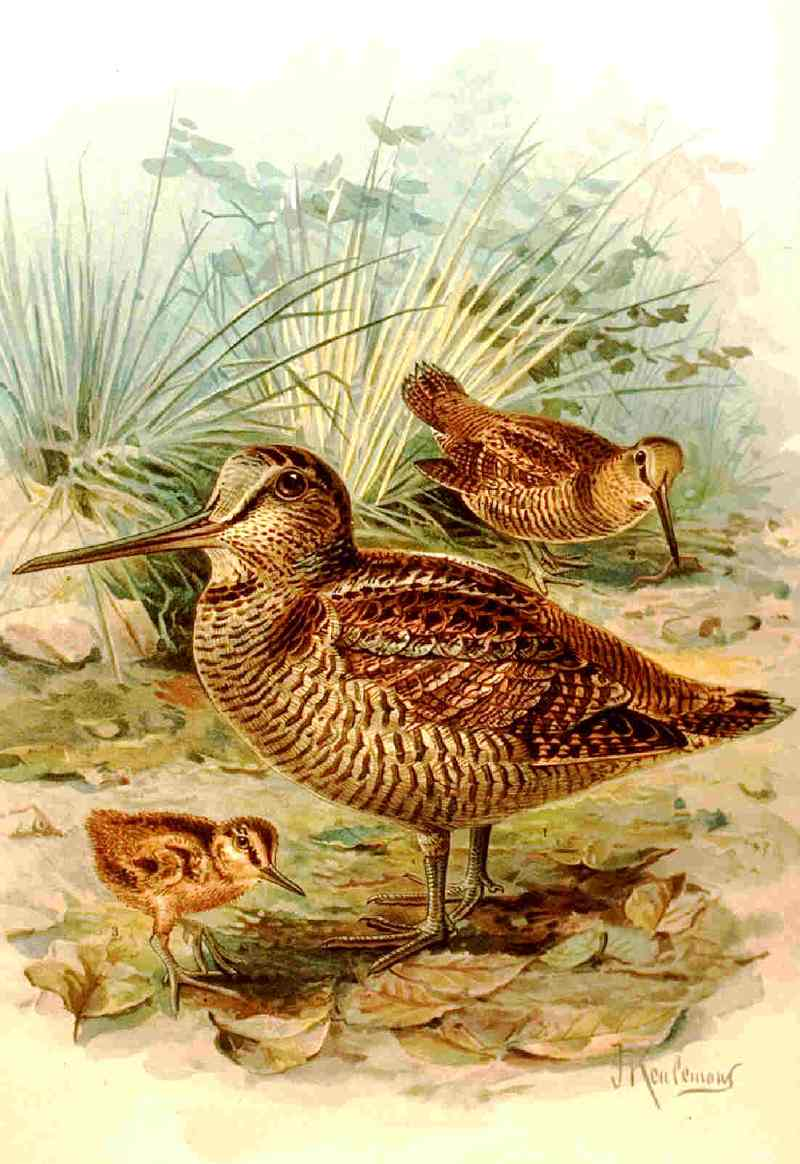
Samiec, samica i pisklę słonki

### Wymiary średnie
- Długość ciała ok. 31–36 cm
- Rozpiętość skrzydeł ok. 55–60 cm
- Długość dzioba ok. 7–8 cm[9]
- Masa ciała ok. 145–440 g

## Biotop
Zasiedla i lęgnie się na świetlistych podmokłych lub wilgotnych lasach mieszanych i liściastych z warstwą ziół i krzewów, również w borach z bogatym podszytem, bagnach, olsach, nad płytkimi strumieniami leśnymi i na podmokłych zagłębieniach terenu.

## Okres lęgowy
Toki
Wiosenne ciągi i toki samców mają miejsce na terenach z prześwitami w marcu i kwietniu. Samce w czasie spokojnych wieczorów przelatują nisko nad koronami drzew, porębami, skrajem lasu. Jednocześnie głosem starają się zwabić samicę, która ukrywa się w zaroślach na ziemi – to głuchy odgłos zwany chrapaniem kończący się wysokim gwizdem, tzw. psykaniem. Ma to wyznaczać terytorium osobnika. Jej odezwanie się daje przyzwolenie samcowi na zbliżenie. Opuszcza się wtedy na ziemię, stroszy pióra i rozkłada skrzydła oraz ogon, zbliżając do partnerki. Samiec po kopulacji prowadzi samotniczy tryb życia, aż do kolejnego okresu lęgowego. Jednak zachodzi u tego gatunku rzadko spotykane u ptaków zjawisko poliandrii. Samica bowiem przyjmuje zaloty również innych samców i daje im przyzwolenie do kopulacji. Dopiero potem siada na gnieździe.
Gniazdo
To zagłębienie w ziemi, w gęstych zaroślach, pod zwisającymi gałęziami lub pod osłoną roślinności. Lęg wyścielony jest trawą i liśćmi.
Jaja

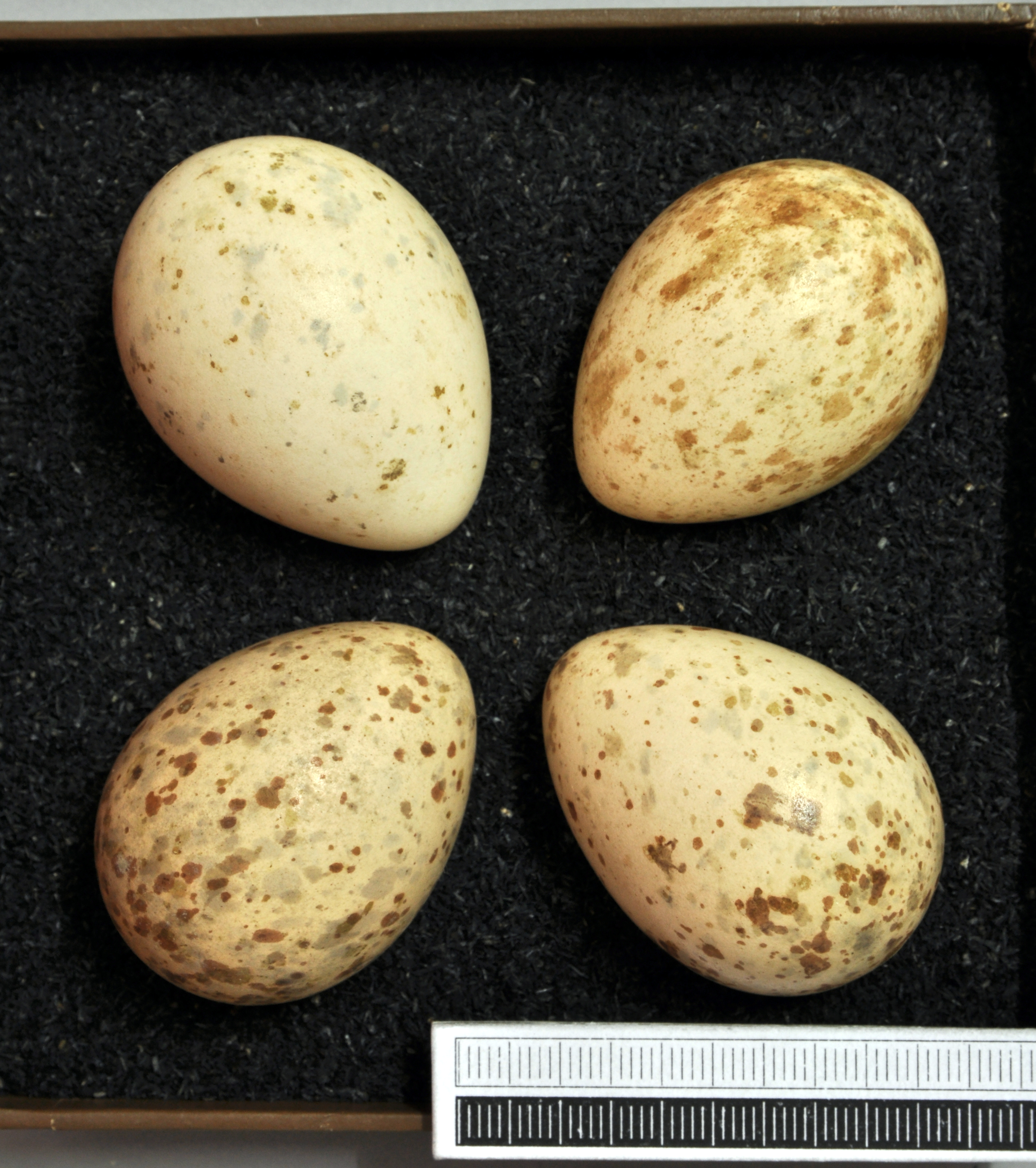
Jaja z kolekcji muzealnej

W ciągu roku samica wyprowadza jeden, czasami dwa lęgi, składając od marca do lipca średnio 4 jaja (2–6). Kolor jaj jest zmienny od jasnobrunatnego do czerwonawożółtego, w celu zamaskowania pokryte są nieregularnymi plamami. Jaja mają gruszkowaty kształt, ich wymiary to 42–49 × 32–35 mm, natomiast masa wynosi około 26 gramów.
Wysiadywanie
Jaja wysiadywane są przez okres 20–24 dni przez samicę.
Pisklęta
Opuszczają gniazdo zaraz po wykluciu. Początkowo podążają za matką, która wyszukuje im pokarmu. Są jednak na tyle samodzielne, że parę dni później same żerują, ale w razie niebezpieczeństwa samica może je przenieść w dziobie, przytrzymując za ogon i nogi, gdy biegnie po ziemi, lub przyciskając nogami do piersi w locie. Zdolność do lotu pisklęta uzyskują po około 15–20 dniach, a samodzielne stają się po 35–42 dniach od wyklucia. Samiec słonki nie bierze udziału ani w wysiadywaniu jaj, ani w wychowywaniu młodych.

## Pożywienie

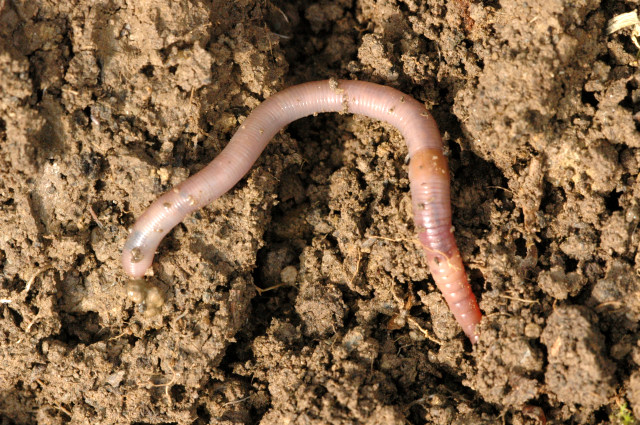
Dżdżownice to główny pokarm słonki

Dżdżownice, owady, ich larwy i inne bezkręgowce, a także nasiona roślin, głównie bylin łąkowych i leśnych, jagody i korzonki.
Długi dziób pozwala na łatwiejsze wyciąganie pokarmu z pulchnej gleby leśnej w trakcie sondowania. Wynika to z tego, że nawet jak zagłębi się ona w ziemi, może rozchylić koniec dzioba i schwytać zdobycz. Pozostała jego część jest zamknięta, więc nie nabiera ziemi.

## Status
Międzynarodowa Unia Ochrony Przyrody (IUCN) uznaje słonkę za gatunek najmniejszej troski (LC – Least Concern) nieprzerwanie od 1988 roku. Liczebność światowej populacji, według szacunków organizacji Wetlands International z 2015 roku, mieści się w przedziale 10–26 milionów osobników. Trend liczebności populacji uznawany jest za stabilny.
W Polsce gatunek łowny od dnia 1 września do dnia 21 grudnia (Rozporządzenie Ministra Środowiska z dnia 16 marca 2005 roku) z okresem ochronnym. Jest jednym z bardziej poszukiwanych gatunków przez myśliwych. Liczebność populacji lęgowej słonki w Polsce w latach 2013–2018 szacowano na 20–100 tysięcy par. Na Czerwonej liście ptaków Polski uznana za gatunek najmniejszej troski (LC). Ptakom najbardziej zagraża utrata siedlisk przez osuszanie podmokłych terenów leśnych.

## Filatelistyka
Poczta Polska wyemitowała 28 lutego 1970 r. znaczek pocztowy przedstawiający słonkę o nominale 1,15 zł, w serii Ptaki łowne. Druk w technice offsetowej na papierze kredowym. Autorem projektu znaczka był Jerzy Desselberger. Znaczek pozostawał w obiegu do 31 grudnia 1994 r.